# Prix littéraires du Gouverneur général 1947
Liste des Prix littéraires du Gouverneur général pour 1947, chacun suivi du gagnant.

## Anglais
- Prix du Gouverneur général : romans et nouvelles de langue anglaise : Gabrielle Roy, The Tin Flute.
- Prix du Gouverneur général : poésie ou théâtre de langue anglaise : Dorothy Livesay, Poems for People.
- Prix du Gouverneur général : études et essais de langue anglaise : William Sclater, Haida et R. MacGregor Dawson, The Government of Canada.